# Alexander Barclay

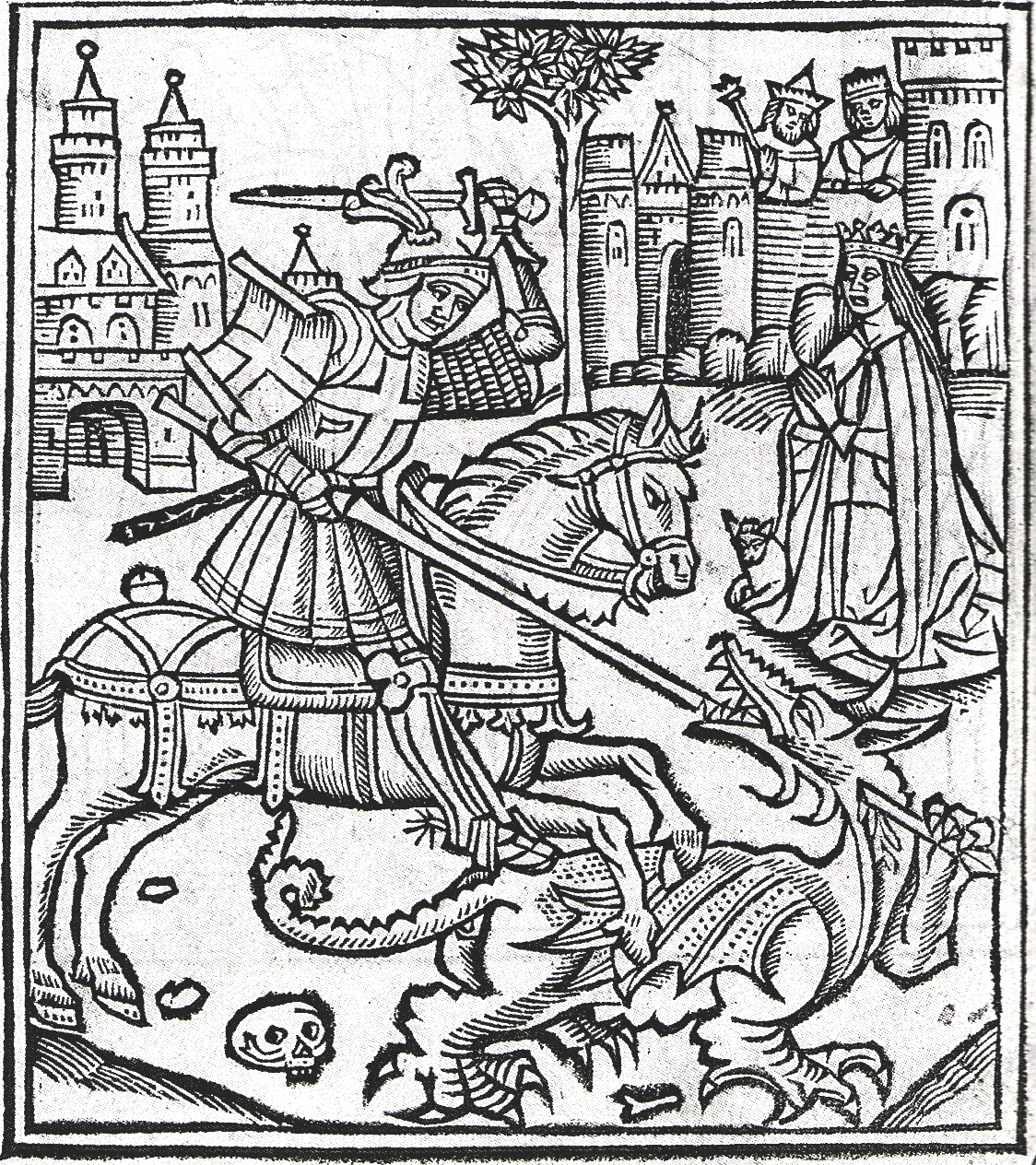
St. George verslaat de draak, houtsnede door Alexander Barclay

Alexander Barclay (ca. 1476 – Croydon, Surrey, 10 juni 1552) was een, mogelijk in Schotland geboren, Engels dichter en geestelijke. Over zijn vroege leven is weinig met zekerheid bekend.
Barclay was rond 1509 priester aan het College of St. Mary in Ottery in Devon. Daar ontstond het werk waardoor hij bekend is geworden: hij maakte een vertaling en bewerking van het Duitstalige satirische werk Das Narrenschiff van Sebastian Brant, dat in 1509 werd gepubliceerd onder de titel The Shyp of Folys of the Worlde ofwel The Ship of Fools. Barclays bewerking, in rime royal, was aanzienlijk langer dan het origineel van Brant en waarschijnlijk gebaseerd op Franse en Latijnse versies van het verhaal.
Tussen 1515 en 1521 was hij benedictijner monnik in Ely. In die periode schreef hij zijn Egloges, een werk dat wordt beschouwd als de eerste ecloges (pastorale gedichten) in de Engelse literatuur, met levendige beschrijvingen van het plattelandsleven. Het werd in 1518 gedrukt door Wynkyn de Worde.
Barclay werd later franciscaans monnik in Canterbury.
Na de Reformatie in Engeland ging hij kennelijk over tot het protestantisme, want hij behield geestelijke functies als dominee in Essex en Somerset en in 1552 in All Hallows, Londen.
Ander werk van Barclay omvat een vertaling in proza van Bellum Iugurthinum van Sallustius (1520) en Introductory to Wryte and Pronounce French (1521).
Alexander Barclay kan worden beschouwd als een overgangsfiguur tussen Middeleeuwen en Renaissance. Zijn Ship of Fools is een typisch middeleeuwse satire over domheid en corruptie in de samenleving, terwijl zijn pastorale werk in de ecloges een voorbeeld zijn van elegante poëzie gebaseerd op 15e-eeuwse Italiaanse bronnen.